# The Reward (film 1915 Barker)
The Reward è un film muto del 1915 diretto da Reginald Barker su un soggetto di Thomas H. Ince che produsse la pellicola e ne curò il montaggio, assistito da E.H. Allen. La sceneggiatura porta la firma di C. Gardner Sullivan. Prodotto dalla New York Motion Picture, il film aveva come interpreti Bessie Barriscale, Arthur Maude, Louise Glaum, Margaret Thompson, J.P. Lockney.

## Trama
Frequentatore abituale di Broadway, Dan Conby viene a sapere che Jane Wallace, una ballerinetta soprannominata "Iceberg", deve il proprio soprannome al fatto di essere una ragazza per bene che tiene molto alla propria reputazione, rifiutando le facili avventure. Dan scommette che la ragazza, invece, è fasulla. Ma, poi, dovrà ricredersi anche se presenta ad alcuni dei suoi amici snob, che la criticano per come va vestita. Arrivata tardi al lavoro, Jane viene multata, mentre altre due ragazze, molto più glamour di lei anche se altrettanto colpevoli, evitano la sanzione perché hanno la protezione dei loro amichetti. Davanti alla rimostranze di Jane per quel trattamento di favore, la direzione risponde licenziandola. Giunta alla conclusione che il suo comportamento non la premia, Jane decide di lasciare perdere i buoni propositi e di fare il gran passo della sua prima esperienza sessuale con Dan. Lo trova proprio quando lui sta scrivendole una lettera dove si scusa con lei per averla giudicata male. Quando però sente la proposta della ragazza, Dan cerca di convincerla a non buttarsi via così, dicendole che le ragazze di piccola virtù vivono una vita sordida. Poi la lascia nel suo appartamento ed esce. Jane, rimasta sola, si accorge che nell'appartamento vicino sta succedendo qualcosa: la vicina, incinta, sta partorendo. Il medico chiede l'aiuto di Jane e, dopo il parto, le affida il neonato che lei prende in braccia. Quell'esperienza la rende consapevole che il premio di una condotta virtuosa è quello di poter godere di una maternità incontaminata. Quando Dan torna, si trova d'accordo con lei e i due si abbracciano.

## Produzione
Il film fu prodotto dalla New York Motion Picture. Mentre la pellicola era ancora al montaggio,  Thomas H. Ince subì un gravissimo incidente e dovette lasciare la lavorazione. Il montaggio venne terminato dal suo assistente, E. H. Allen.

## Distribuzione
Distribuito dalla Mutual, il film - un mediometraggio in quattro bobine della durata di quaranta minuti - uscì nelle sale statunitensi il 24 giugno 1915.
Non si conoscono copie ancora esistenti della pellicola che viene considerata presumibilmente perduta.